# Лейк-Елмо (Міннесота)
Лейк-Елмо (англ. Lake Elmo) — місто (англ. city) в США, в окрузі Вашингтон штату Міннесота. Населення — 11 335 осіб (2020).

## Географія
Лейк-Елмо розташований за координатами 44°59′16″ пн. ш. 92°54′35″ зх. д. / 44.98778° пн. ш. 92.90972° зх. д. (44.987826, -92.909592).  За даними Бюро перепису населення США в 2010 році місто мало площу 63,09 км², з яких 57,62 км² — суходіл та 5,47 км² — водойми.

## Демографія
Згідно з переписом 2010 року, у місті мешкало 8069 осіб у 2779 домогосподарствах у складі 2252 родин. Густота населення становила 128 осіб/км².  Було 2877 помешкань (46/км²).
Расовий склад населення:
| - 92,3 % — білих - 3,3 % — азіатів - 0,8 % — чорних або афроамериканців - 0,3 % — корінних американців - 1,3 % — осіб інших рас |

До двох чи більше рас належало 1,9 %. Частка іспаномовних становила 3,5 % від усіх жителів.
За віковим діапазоном населення розподілялося таким чином: 27,1 % — особи молодші 18 років, 61,9 % — особи у віці 18—64 років, 11,0 % — особи у віці 65 років та старші. Медіана віку мешканця становила 42,4 року. На 100 осіб жіночої статі у місті припадало 100,9 чоловіків;  на 100 жінок у віці від 18 років та старших — 100,3 чоловіків також старших 18 років.
Середній дохід на одне домашнє господарство  становив 129 764 долари США (медіана — 99 125), а середній дохід на одну сім'ю — 144 847 доларів (медіана — 115 795). Медіана доходів становила 77 199 доларів для чоловіків та 56 719 доларів для жінок. За межею бідності перебувало 6,0 % осіб, у тому числі 9,3 % дітей у віці до 18 років та 5,0 % осіб у віці 65 років та старших.
Цивільне працевлаштоване населення становило 4277 осіб. Основні галузі зайнятості: виробництво — 18,4 %, освіта, охорона здоров'я та соціальна допомога — 17,7 %, роздрібна торгівля — 11,5 %, науковці, спеціалісти, менеджери — 10,4 %.